# St. Bernhard (Thüringen)
St. Bernhard is een gemeente in de Duitse deelstaat Thüringen, en maakt deel uit van de Landkreis Hildburghausen. Samen met vijftien andere gemeenten vormt St. Bernhard de Verwaltungsgemeinschaft Feldstein.
St. Bernhard telt 251 inwoners.
Steden: Bad Colberg-Heldburg · Eisfeld · Hildburghausen · Römhild · Schleusingen · Themar · Ummerstadt

Verwaltungsgemeinschaften: Feldstein · Heldburger Unterland

Overige gemeenten: Ahlstädt · Auengrund · Beinerstadt · Bischofrod · Brünn/Thür. · Dingsleben · Ehrenberg · Eichenberg · Gompertshausen · Grimmelshausen · Grub · Hellingen · Henfstädt · Kloster Veßra · Lengfeld · Marisfeld · Masserberg · Oberstadt · Reurieth · Schlechtsart · Schleusegrund · Schmeheim · Schweickershausen · St. Bernhard · Straufhain · Veilsdorf · Westhausen